# Italia '61
Italia '61 ou Expo '61 est la 15e exposition spécialisée reconnue par le Bureau international des expositions, réputée en particulier pour son exposition sur le centenaire de l'unification italienne.